# Ceratobatrachidae
Ceratobatrachidae é uma família de anfíbios da ordem Anura. Está distribuída na península Malaia, Filipinas, Palawan, Bornéu, Nova Guiné, Almirantado, Bismarck e Salomão.

## Taxonomia
São reconhecidos quatro gêneros para esta família incluídos em três sub-famílias
- Alcalinae  Brown, Siler, Richards, Diesmos, and Cannatella, 2015
  - Alcalus' Brown, Siler, Richards, Diesmos, and Cannatella, 2015
- Ceratobatrachinae Boulenger, 1884
  - Cornufer Tschudi, 1838
  - Platymantis Günther, 1858
- Liuraninae Fei, Ye, and Jiang, 2010
  - Liurana Dubois, 1987 "1986"